# Ápléjcau

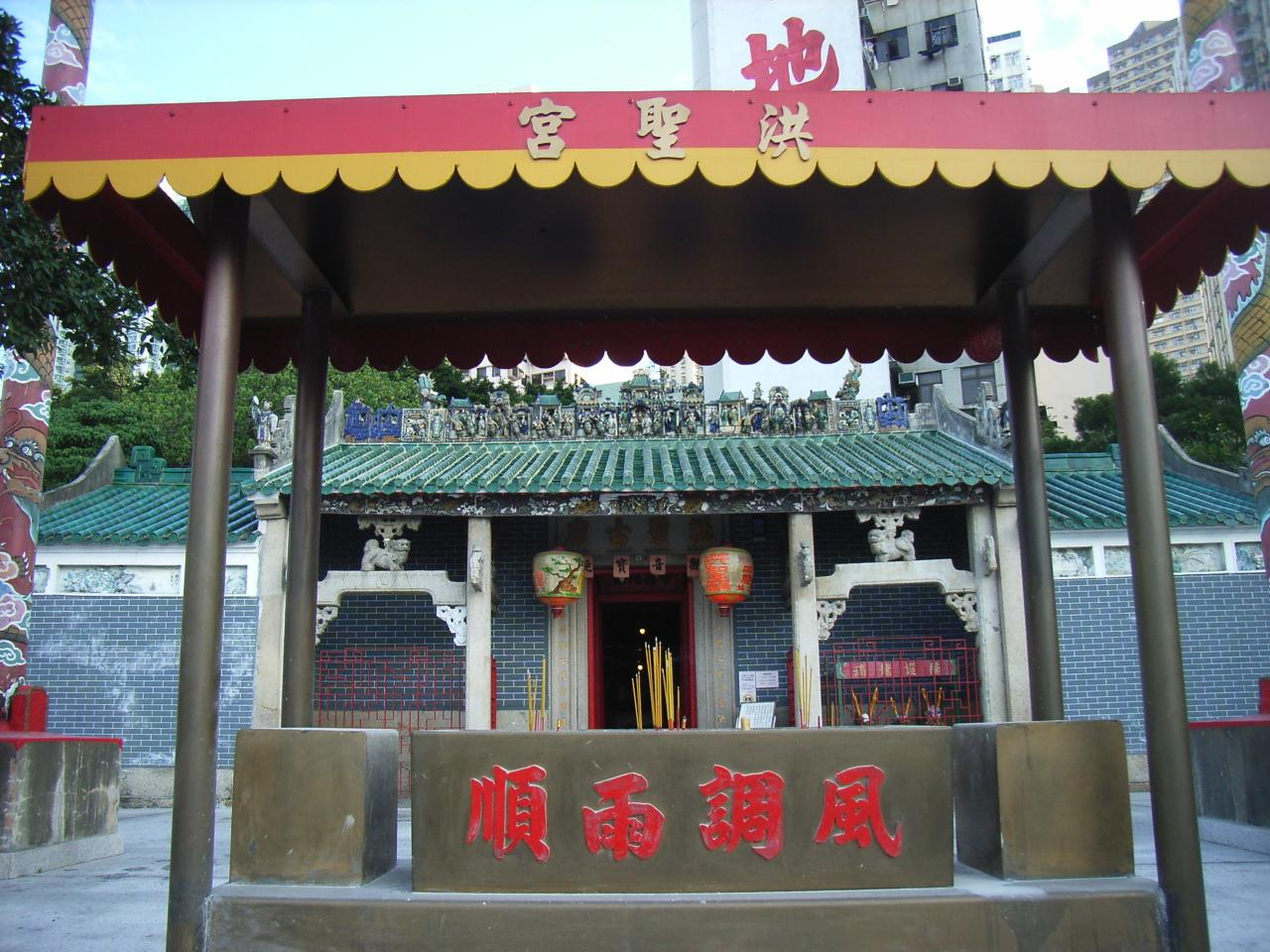
A Hungszing (Hung Sing) templom, a sziget legrégebbi épülete ma műemléki védelmet élvez.

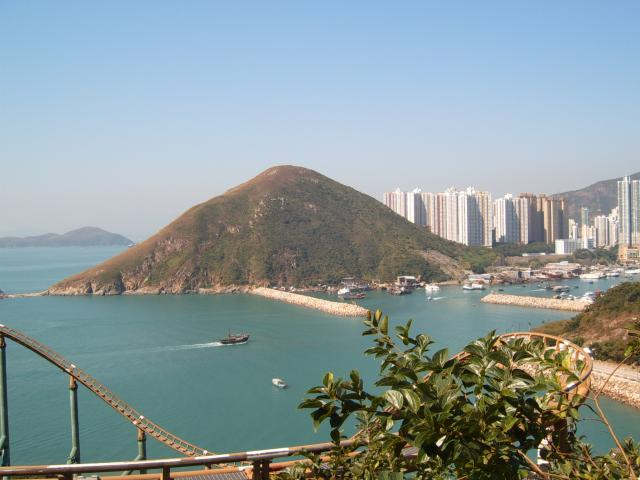
A Johnston-hegy

Az Ápléjcau (鴨脷洲, jűtphing: aap3 lei6 zau1 ; nyugaton megszokott átírással Ap Lei Chau) vagy másik nevén Aberdeen-sziget (angolul: Aberdeen Island) egyike Hongkong szigeteinek. Délnyugatra fekszik a legnagyobb, Hongkong-szigettől. A sziget, amelynek területe 1,32 km², az Aberdeen-kikötő (angolul: Aberdeen Harbour) és az Aberdeen-csatorna (angolul: Aberdeen Channel) szomszédságában található. Közigazgatásilag a Hongkong-sziget városrész Déli kerületének része. Ápléjcau (Aap Lei Zau) a világ egyik legsűrűbben lakott szigete.

## Története
A szigetet már a Ming-dinasztia (1368–1644) korában készült térképek is feltüntetik. A térképen jelölik a Hőngkóng cűn (Heung Kong Tsuen)t, melynek jelentése „Hongkong falu” és lehet, hogy Hongkong város elnevezése is innen ered.
Fekvésének köszönhetően természetes védelmet nyújt a környéken gyakori tájfunok ellen, az első ópiumháború (1840-1842) előtt egy halászfalu volt a szigeten, de az 1842-ben aláírt nankingi szerződés (nanjingi szerződés) értelmében brit fennhatóság alá került, akik nem sok figyelmet fordítottak a sziget fejlesztésére.
1968-ban a hongkongi kormányzat egy erőművet építtetett a szigeten, amely árammal látta el egész Hongkongot. 1980-ban felépült az Ápléjcau-híd (Ap Lei Zau-híd) (angolul: Ap Lei Chau Bridge), amely állandó összeköttetést létesített Ápléjcau (Ap Lei Zau) és a többi sziget között és lehetővé tette a gyorsabb fejlődést. Ennek látványos megnyilvánulása, hogy hamarosan számos, az önkormányzat tulajdonában lévő lakótelep épült.
1989-ben az erőművet a Lamma-szigetre telepítették át. A régi erőmű épületét lerombolták és helyén szintén lakóövezet létesült (South Horizons néven).

## Földrajz és demográfia
A sziget nevét különleges alakja ihlette: az áp (ap) jelentése kacsa, a léj (lei) jelentése nyelv és a cau (zau) jelentése sziget. A sziget legmagasabb pontja a Jukkvaj szán (Jukgwai saan) (másik neve Mount Johnston).
A szigeten négy nagyobb lakóövezet található, a Lei Tung Estate, az Ap Lei Chau Main Street, az Ap Lei Chau Estate és a South Horizons. Mindegyik lakóövezetben számos toronyház található. A sziget északi részén a legmagasabb a lakóházak koncentrációja és itt magasabb a népsűrűség, míg a déli csücskén egy ipari park található és a népsűrűség is alacsonyabb.
Ápléjcau (Ap Lei Zau) népessége a 2007-es népszámlálás idején 86 782 fő volt, területe 1,30 km², népsűrűsége ennek megfelelően 66 755 fő / km². Ezzel a világ legsűrűbben lakott szigete volt.
A sziget után nevezték a Hongkong déli részén található földrajzi formációt.

## Érdekességek
A Main Street-en található Hungszing (Hung Sing) templom a sziget egyik látványossága, 1773-ban épült és az egyik legöregebb épület a szigeten. A templom közelében található a volt Aberdeen rendőrőrs épülete. A fengsuj (feng shui) elveit követve a templom épületét sárkányokkal díszítették, amelyek védelmet jelentettek a tigris állkapcsa, vagyis a rendőrőrsöt díszítő tigrisek ellen. A rendőrségi épületet már lebontották, de a sárkányok továbbra is láthatók a templomon.
A szigeten található emellett a 8th Estate Winery, Hongkong első borpincészete.

## Közlekedés
Ápléjcau (Ap Lei Zau) és Hongkong-sziget között a fő közlekedési összeköttetést az Ápléjcau (Ap Lei Zau)-híd biztosítja. A hidat 1983-ban építették, majd 1994-ben kettőről négysávosra bővítették.
A sziget lakosai számára a buszok jelentik a fő közlekedési eszközt, a szigeten összesen öt buszjárat végállomása található:
1. Ap Lei Chau Estate
2. Ap Lei Chau Depot (Main Street, Ap Lei Chau)
3. Ap Lei Chau Industrial Estate
4. Lei Tung Estate
5. South Horizons

Emellett minibuszok és taxik is rendelkezésre állnak. Az Ápléjcau (Ap Lei Zau) fő utca és Aberdeen-kikötő között rendszeres vízitaxijárat üzemel. Tervek szerint a sziget és Hongkong-sziget között vasútvonalat is építenek.

## További információk

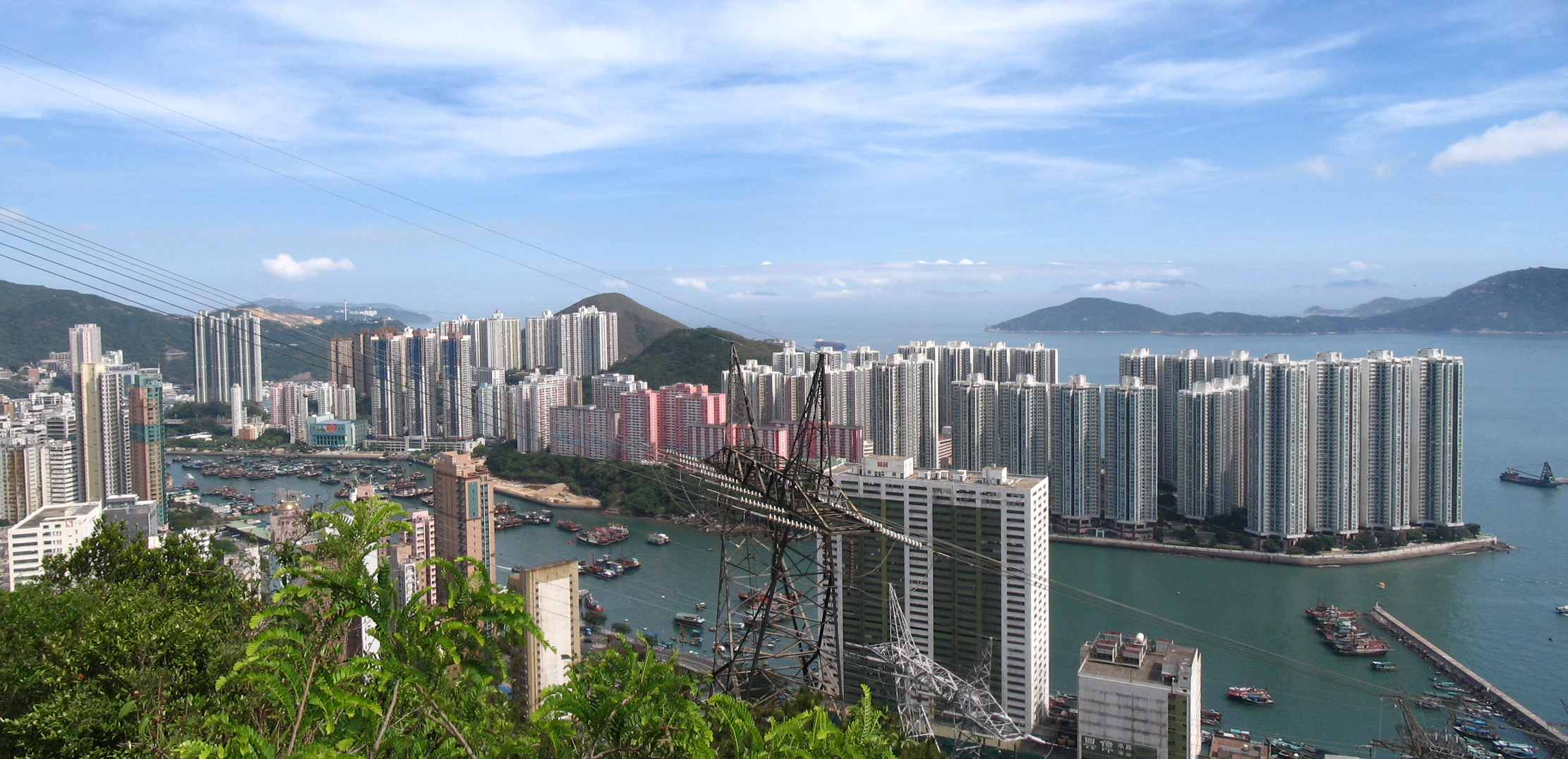
Ap Lei Chau látképe a Hong Kong Ösvény második szakaszáról